# 哈仑
哈仑（Hārūm，亦作哈散，Hasan，10世纪—993年），又称阿隆、奥布·木萨·哈桑，喀喇汗国西部可汗，最早皈依伊斯兰教的突厥人萨图克·博格拉汗的孙子、苏莱曼的儿子。他堂弟奥布·哈桑命他住八剌沙衮，从八剌沙衮出征阿姆河与锡尔河之间的河中地区的萨曼王朝，992年攻陷其都城布哈拉，993年，哈仑病死在回喀什噶尔的途中。999年，他儿子优素福·卡迪尔汗联合今阿富汗境内的加茲尼王朝共灭萨曼王朝，从此黑汗王朝奄有阿姆河以北的中亚地区。哈仑的后裔称之为哈仑系，东喀喇汗国的祖先。